# Русская Швейцария
Ру́сская Швейца́рия (баш. Урыҫ Швейцарияһы) — деревня в Белебеевском районе Башкортостана, входит в состав Максим-Горьковского сельсовета.

## География
Расстояние до:
- районного центра (Белебей): 20 км,
- центра сельсовета (Центральной усадьбы племзавода им. Максима Горького): 3 км,
- ближайшей ж/д станции (Глуховская): 4 км.

## Население
| 2002 | 2009 | 2010 |
| ---- | ---- | ---- |
| 238  | ↘228 | ↘225 |

Национальный состав
Согласно переписи 2002 года, преобладающая национальность — русские (51 %).